# Лесобаза
Лесобаза — поселок входит в состав городского округа города Мантурово Костромской области.

## География
Находится в южной части Костромской области на расстоянии приблизительно 2 км на восток по прямой от окружного центра города Мантурово на левом берегу реки Унжа.

## История
Первоначально назывался поселок Мантуровского лесхоза. До 2018 года входил в состав Знаменского сельского поселения Мантуровского муниципального района.

## Население
Постоянное население составляло 524 человек в 2002 году (русские 97 %), 298 в 2022.